# New York City Department for the Aging
Le New York City Department for the Aging (DFTA) est le département du gouvernement de New York pour l'aide aux personnes âgées (plus de 60 ans). Le département a son siège au 2, Lafayette Street et est dirigé par Lilliam Barrios-Paoli. 